# Nototenia marmurkowa
Nototenia marmurkowa (Notothenia rossii) – gatunek morskiej ryby okoniokształtnej z rodziny nototeniowatych (Nototheniidae).

## Rozmieszczenie i środowisko
Ryba morska, prowadząca przydenny tryb życia, oceanodromiczna. Bytuje przeważnie na głębokości od 5 do 350 m, przy czym młode osobniki żerują w płytkich zatokach, natomiast dojrzałe płciowo wypływają na większe głębokości, nie opuszczając jednak szelfu kontynentalnego. Występuje w zimnych, antarktycznych i subantarktycznych wodach (m.in. obszary związane z północną częścią Półwyspu Antarktycznego, łukami wyspowymi Morza Scotia, wyspami Księcia Edwarda, Crozeta, Kerguelena, Heard i Macquarie). Jej zasięg występowania ogranicza się do obszaru 45°S–67°S, 75°W–165°E.

## Morfologia

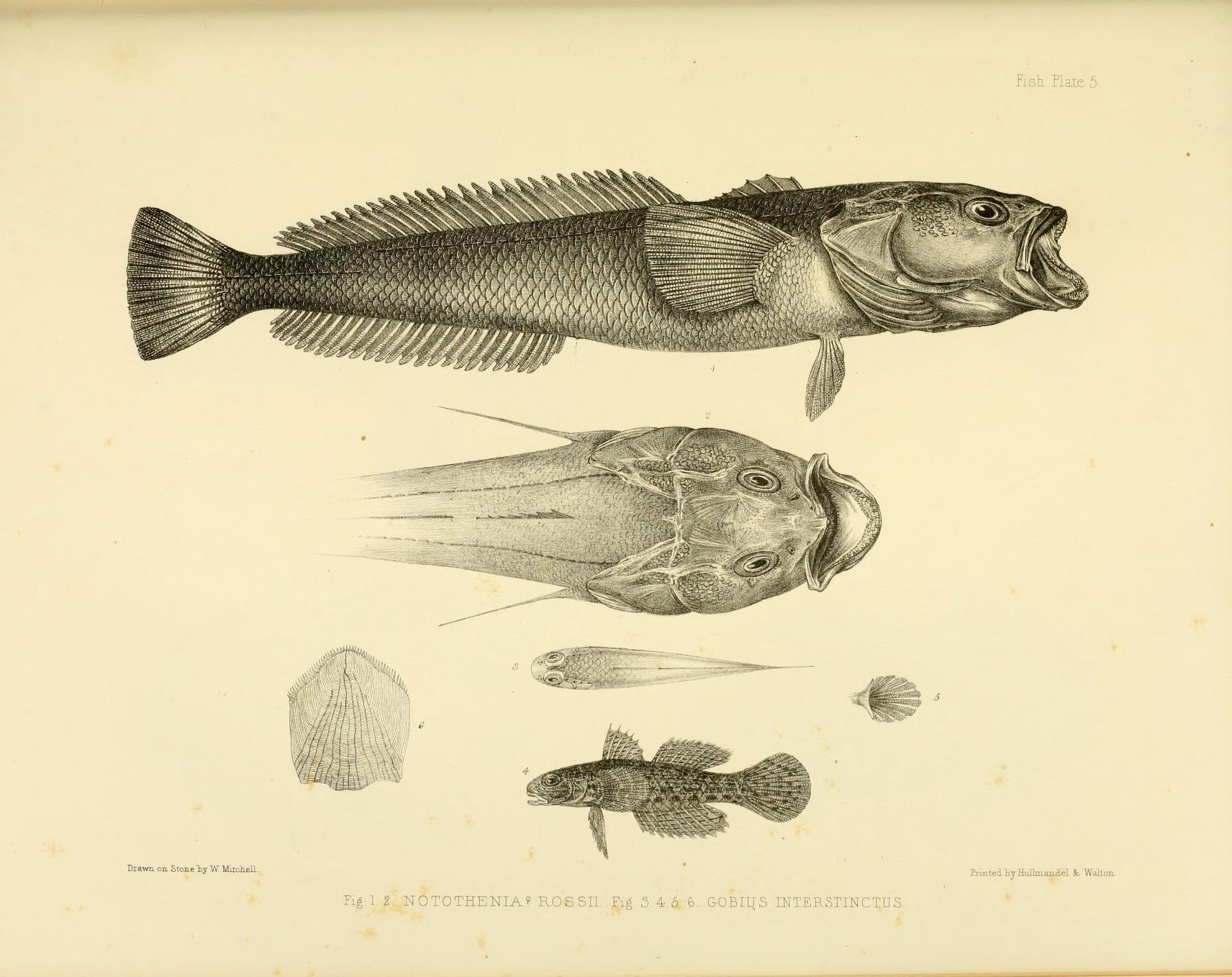
Rysunek nototenii (ryc. 1 i 2) pochodzący z antarktycznej wyprawy HMS „Erebus” i HMS „Terror”

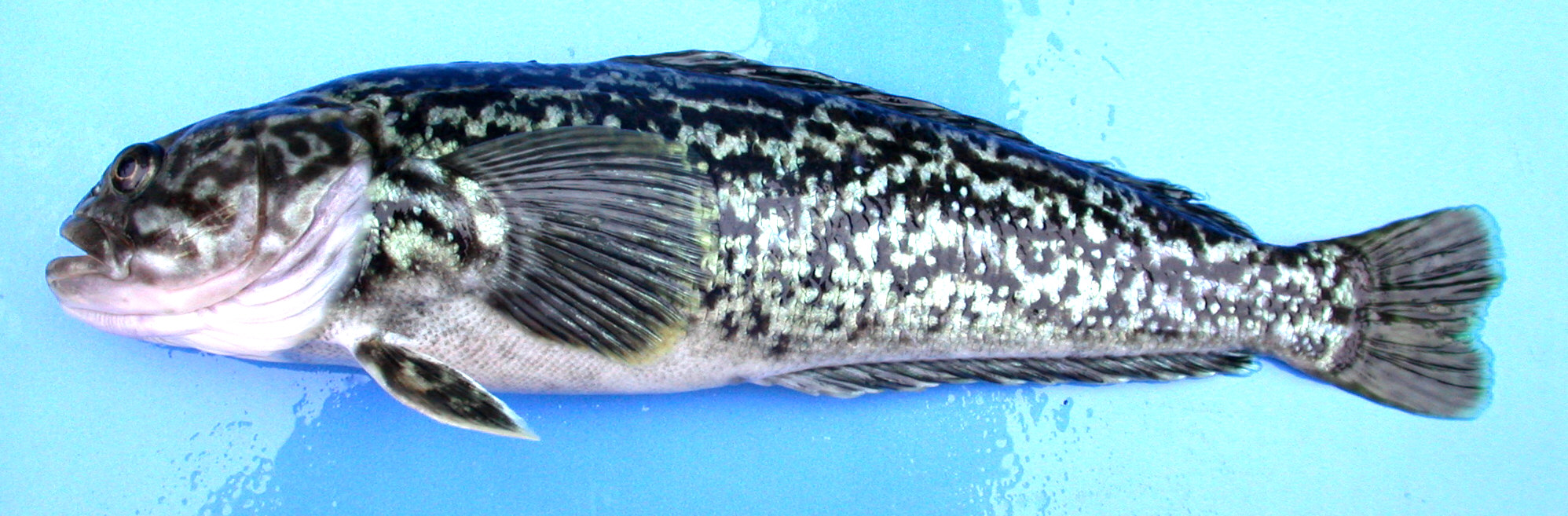
Nototenia marmurkowa

Osiąga do 92 cm długości całkowitej, przeciętnie 50 cm (30–60 cm). Wymiary przykładowego osobnika w odniesieniu do długości całkowitej: długość standardowa – 88,2%, długość ogonowa – 100%, głębokość ciała – 22,1%, długość głowy – 25,6%. Średnica oka – 17,3% długości głowy. Maksymalna zaobserwowana masa ciała – 10 kg (przeciętna od 0,6 do 8 kg). Maksymalny odnotowany wiek – 16 lat. Osobniki męskie dożywają średnio 12 lat. Ma dwie oddzielne płetwy grzbietowe, przy czym druga (tylna) jest znacznie dłuższa od pierwszej (przedniej). Pierwsza płetwa grzbietowa ciernista, z 4–7 kolcami, druga z 32–36 promieniami miękkimi. Jedna płetwa odbytowa rozpostarta na 26–30 promieniach miękkich. Płetwy piersiowe długie, wachlarzowate, z 21–23 promieniami miękkimi. Płetwy brzuszne umiejscowione na podgardlu, co jest cechą charakterystyczną dla całego rodzaju, z 5–6 promieniami miękkimi. Płetwa ogonowa jakby ścięta. Ciało wrzecionowate, pokryte dość dużymi łuskami kolistymi, o znacznym urozmaiceniu ubarwienia – szarozielonkawe, ciemnoszare, brązowe, sporadycznie także różowe lub żółtawe, zazwyczaj charakterystycznie pstre lub marmurkowate. Głowa nieułuszczona. Na pokrywie nie ma kolców.

## Ekologia i zachowanie
Dojrzewa w wieku około 4–5 lat, przy długości około 35–40 cm. Duża płodność: 70–100 tys. ziaren ikry z jednej samicy. Ikra denna. Jest to ryba oceanodromiczna. W okresie godowym wypływa na otwarte wody. W subantarktyce przypada to na okres późnego lata, tj. grudzień–kwiecień, w Morzu Scotia na luty–marzec. Zarówno młode, jak i dojrzałe płciowo osobniki prowadzą przydenny tryb życia, przy czym niedojrzałe nototenie żerują w płytkich zatokach, a starsze po tarle kierują się w głąb wód, na głębokości do 350 m, nie opuszczają jednak szelfu kontynentalnego. Tarło odbywa się raz do roku. Żywi się głównie szczętkami, najczęściej z rodzaju Euphausia.

## Znaczenie gospodarcze
Jest poławiana komercyjnie i ma znaczną wartość gospodarczą. Jej mięso cechuje się wysokimi walorami smakowymi i może zawierać do 24% tłuszczu. Jej zasoby wydają się być obfite. Najefektywniejsze połowy prowadzone są na głębokości 150–300 m.